# Bonaduz
Bonaduz (rätoromanisch Panaduz) ist eine politische Gemeinde im Schweizer Kanton Graubünden. Sie gehört zur Region Imboden.

## Geographie

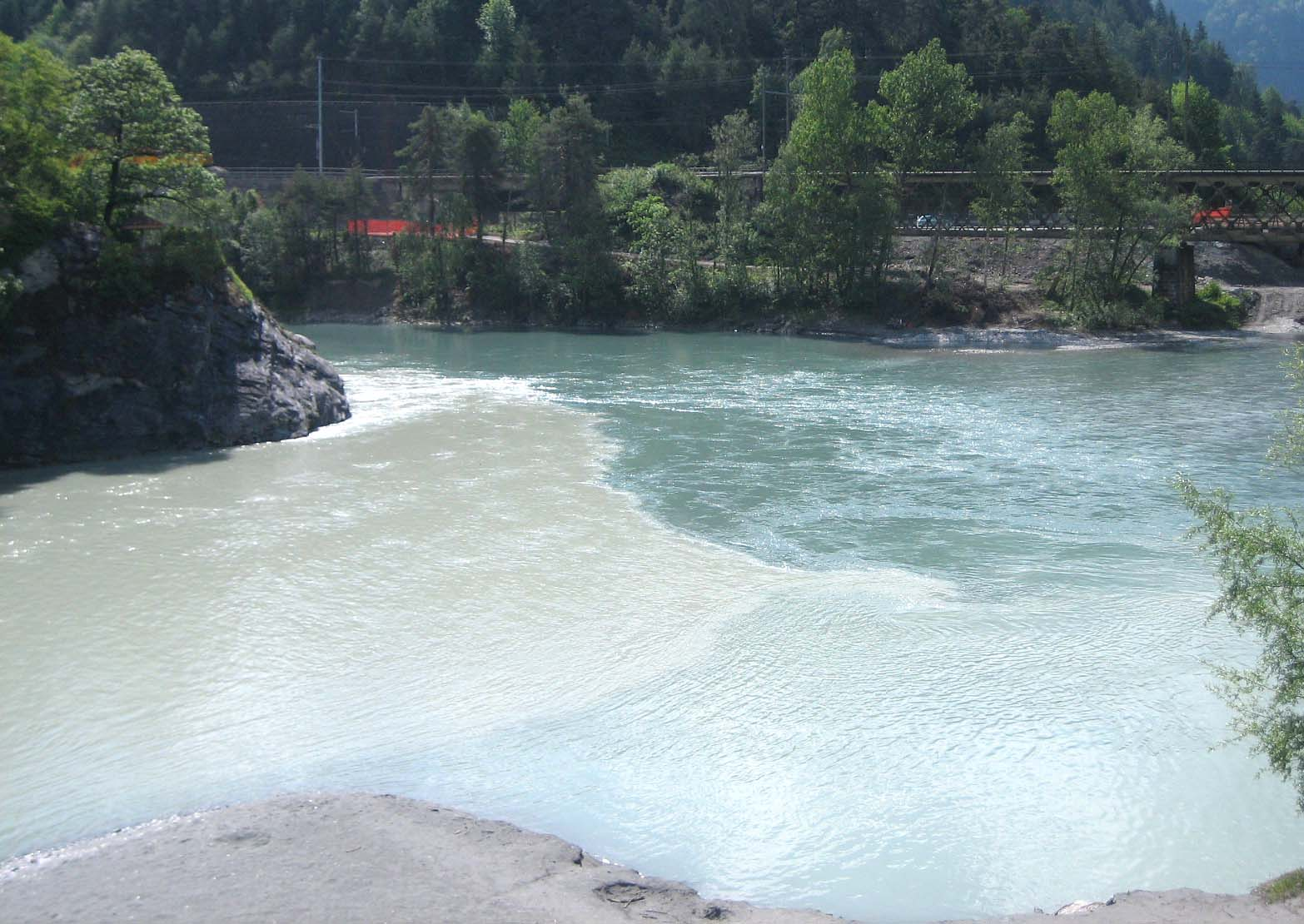
Rheinzusammenfluss:
links der Vorder- rechts der Hinterrhein, hinten links abfliessend zum Rhein vereinigt

Historisches Luftbild aus 300 m von Walter Mittelholzer von 1923

Bonaduz, historisches Luftbild von Werner Friedli (1957)

Die Gemeinde liegt auf einem Plateau oberhalb des Zusammenflusses von Vorderrhein (am Ausgang der Rheinschlucht) und Hinterrhein, welches durch den Flimser Bergsturz, entstanden ist. Die Ortschaft Bonaduz liegt in der Talebene auf 662 m, die Tiefebene auf rund 590 m und das Bergland auf rund 1500 m (Alp Sut). Nachbargemeinden sind Domat/Ems, Rhäzüns, Safiental, Tamins und Trin.
Auf dem Gemeindegebiet von Bonaduz liegt die Ruine der Burg Wackenau.
Ein Teil der Gemeinde reicht bis ins Safiental, so der Weiler Scardanal und die Alp Sut.

## Geschichte
Bonaduz findet sich erstmals in einer Urkunde von 960 in der Phrase in castello Bonaduces bezeugt. Die Deutung des Namens ist unsicher; möglicherweise liegt eine Ableitung der vorlateinischen Wurzel *pitino- «Burg, Wehranlage» vor, die ihrerseits in Bündner Örtlichkeitsnamen mehrfach belegt ist.
Archäologische Funde aus der späten Latènezeit und ein frühmittelalterliches Gräberfeld mit über 700 Gräbern im Dorfteil Valbeuna deuten auf eine frühe Besiedlung hin. Auf dem Gebiet von Bonaduz befindet sich hoch über dem Vorderrhein die Ruine Wackenau. Ein Zusammenhang mit einem angenommenen Rheinübergang bleibt unbestätigt.
Bonaduz war Teil der Herrschaft Rhäzüns. Mit dieser gelangte es um 1458 an die Grafen von Zollern und 1497 an Maximilian I. von Österreich. Eine 1445 erwähnte Marienkapelle wurde 1494 durch einen spätgotischen Neubau ersetzt, die Kirche bis ins 20. Jahrhundert umgebaut und vergrössert. Während der Reformation blieb Bonaduz katholisch und löste sich 1667 kirchlich von Rhäzüns. Mit den Nachbarschaften Rhäzüns, Ems und Felsberg gehörte Bonaduz im Grauen Bund zur Gerichtsgemeinde Rhäzüns. Es bildete mit Rhäzüns bis ins 16. Jahrhundert eine politische, wirtschaftliche und kirchliche Einheit und trat erstmals 1529 als selbstständige Gemeinde auf. Jahrhunderte währende Grenzstreitigkeiten führten zur Teilung der Weiden (1529), der Alpen (1532) und des Waldes (1582).
Bereits Mitte des 16. Jahrhunderts hatte Bonaduz die Alp Ramuz jenseits des Kunkelspasses erworben. Bis um die Mitte des 19. Jahrhunderts war die Landwirtschaft in gleichem Masse auf Getreidebau und Viehwirtschaft ausgerichtet; in der Folge verstärkte sich die Ausrichtung auf Viehwirtschaft. Zwischen 1687 und 1773 bestand in Bonaduz die Buchdruckerei Moron. Mit der Herrschaft Rhäzüns kam Bonaduz 1819 an den Kanton Graubünden. 1874 bildete sich die politische Gemeinde durch Trennung von der Bürgergemeinde. Im 19. Jahrhundert gewann der Transitverkehr durch den Ausbau der Unteren Strasse (San Bernardino- und Splügenpass) an Bedeutung, ging aber nach 1882 wegen der Eröffnung der Gotthardbahn wieder zurück. 1881 wurde die Strassenverbindung nach Versam und Ilanz erneuert.
Am 11. Juli 1908 wurde Bonaduz von einer Feuersbrunst heimgesucht. Innerhalb weniger Stunden wurde beinahe das ganze Dorf zerstört: 199 Firste, 83 Häuser, ebenso viele Ställe und einige Schöpfe brannten ab. Dabei verloren 562 Bewohner ihr Obdach. Den Brand verursachten zwei Knaben, welche in einem Stall mit Streichhölzern gespielt hatten. Dank grosszügiger Hilfe aus der Region konnte Bonaduz schnell wieder aufgebaut werden.

## Wappen
| Wappen von Bonaduz | Blasonierung: «In Silber (Weiss) eine blaue Deichsel überhöht von einem sechsstrahligen roten Stern» |
| Wappen von Bonaduz | Die Deichsel verweist entweder auf die Vereinigung von Vorder- und Hinterrhein in der Nähe des Ortes hin, oder aber auf die Gabelung der Verkehrsströme zu den verschiedenen Alpenpässen. Der Stern verweist auf das Patrozinium der Pfarrkirche: die heilige Anna oder Maria. |

## Bevölkerung

### Einwohnerzahl
| Bevölkerungsentwicklung | Bevölkerungsentwicklung | Bevölkerungsentwicklung | Bevölkerungsentwicklung | Bevölkerungsentwicklung | Bevölkerungsentwicklung | Bevölkerungsentwicklung | Bevölkerungsentwicklung | Bevölkerungsentwicklung | Bevölkerungsentwicklung | Bevölkerungsentwicklung | Bevölkerungsentwicklung |
| ----------------------- | ----------------------- | ----------------------- | ----------------------- | ----------------------- | ----------------------- | ----------------------- | ----------------------- | ----------------------- | ----------------------- | ----------------------- | ----------------------- |
| Jahr                    | 1850                    | 1888                    | 1900                    | 1950                    | 1980                    | 1990                    | 1995                    | 2000                    | 2010                    | 2019                    |                         |
| Einwohner               | 581                     | 605                     | 886                     | 1039                    | 1499                    | 1943                    | 2293                    | 2433                    | 2738                    | 3467                    |                         |

Bonaduz wuchs nach einer ersten Wachstumsphase zwischen 1850 und 1860 und einer zweiten Wachstumsphase um 1900 bis 1960 stetig (1850 bis 1960 Verdoppelung der Einwohnerzahl). Zwischen 1960 und 1980 kam es zu einem starken Wachstum, das sich seither noch gesteigert hat (1960–1980: + 37 %; 1980–2005: + 73 %). Seit den 1960er-Jahren kam es zu einer grossen Einwanderungswelle aus dem Ausland.

### Sprachen
Bis in die Mitte des 19. Jahrhunderts sprach die gesamte Einwohnerschaft eine bündnerromanische Mundart. Obwohl dies eine mittelbündnerische Mundart war, wurde traditionell in allen Gemeinden des Bezirks Imboden das Surselvische als Schriftsprache gebraucht. In dieser Eigenschaft ähnelten sie den Gemeinden Bergün und Filisur, wo ebenfalls mittelbündnerische Mundarten in Gebrauch waren bzw. sind, als Schriftsprache aber das Oberengadinische (dort, historisch gesehen, hauptsächlich aus konfessionellen Gründen) in Gebrauch war.
Bereits im 19. Jahrhundert verlor das Romanische immer mehr an Bedeutung. Gaben 1880 noch 75 % der Bewohner Romanisch als Muttersprache an, waren es 1900 bloss noch 55 %. Innert eines Jahrzehnts erfolgte der Sprachwechsel und der Niedergang des Romanischen (1910: 29 % bzw. 1941: 15 %). Bis 1970 stabilisierte sich die Sprachenlage. Seither sorgt der starke Zuwachs bei den Deutschsprachigen für ein stetes Absinken des romanischen Anteils.
| Sprachen in Bonaduz GR |                   |                   |                   |                   |                   |                   |
| Sprachen               | Volkszählung 1980 | Volkszählung 1980 | Volkszählung 1990 | Volkszählung 1990 | Volkszählung 2000 | Volkszählung 2000 |
| Sprachen               | Anzahl            | Anteil            | Anzahl            | Anteil            | Anzahl            | Anteil            |
| Deutsch                | 1186              | 79,12 %           | 1620              | 85,81 %           | 2140              | 87,96 %           |
| Rätoromanisch          | 166               | 11,07 %           | 114               | 6,04 %            | 131               | 5,38 %            |
| Italienisch            | 80                | 5,34 %            | 39                | 2,07 %            | 52                | 2,14 %            |
| Einwohner              | 1499              | 100 %             | 1888              | 100 %             | 2433              | 100 %             |

Das ursprünglich dominierende Rätoromanische wurde bereits im 19. Jahrhundert aus Schule und Kirche verbannt. Heute ist Deutsch alleinige Umgangssprache.

### Herkunft und Nationalität
Von den 3036 Bewohnern Ende des Jahres 2013 waren 86,6 % Schweizer Staatsangehörige.

## Wirtschaft
Der wichtigste Arbeitgeber im Ort sind die Hamilton Bonaduz AG und deren Hamilton Medical AG, welche der Hamilton Company gehören, mit über 500 Mitarbeitern in Bonaduz im Jahr 2009 und über 800 Mitarbeitern seit 2013.

## Persönlichkeiten
- Jörg Blaurock (1492–1529), Mitbegründer der reformatorischen Täuferbewegung, wurde in Bonaduz geboren.